# Мінервіно-Мурдже
Мінервіно-Мурдже (італ. Minervino Murge) — муніципалітет в Італії, у регіоні Апулія,  провінція Барлетта-Андрія-Трані.
Мінервіно-Мурдже розташоване на відстані близько 320 км на схід від Рима, 70 км на захід від Барі, 30 км на південний захід від Барлетти, 23 км на південний захід від Андрії, 34 км на південний захід від Трані.
Населення — 9131 особа (2014).

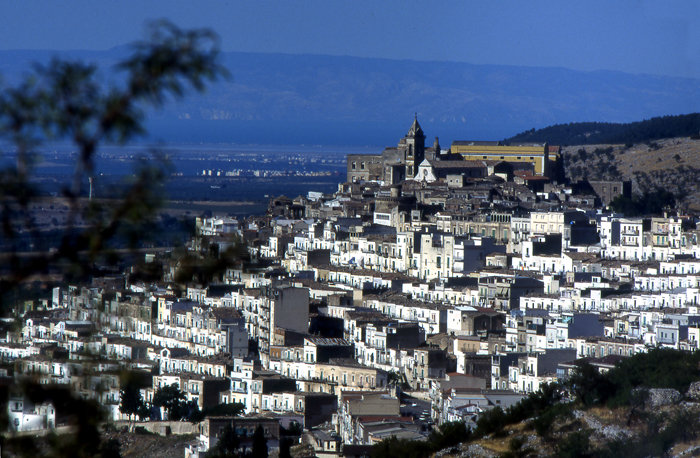

Щорічний фестиваль відбувається 29 вересня. Покровитель — святий Архангел Михаїл.

## Демографія
Населення за роками:

Станом на 1 січня 2023 року в муніципалітеті офіційно проживали 123 іноземці з 19 країн, серед них 79 громадян країн Євросоюзу та 3 громадяни України.

## Сусідні муніципалітети
- Андрія
- Каноза-ді-Пулья
- Лавелло
- Монтемілоне
- Спінаццола